# Калоцер
Калоцер е римски узурпатор при император Константин I.
Калоцер е Magister pecoris camelorum („Началник на овцете и камилите“) в Кипър. През 333 – 334 той въстава, провъзгласявайки се за император. Константин изпраща Флавий Далмаций да потуши бунта и Калоцер е победен и впоследствие отведен в Тарс, Киликия, където е съден и екзекутиран.